# Spathuliger fasciolatus
Spathuliger fasciolatus là một loài bọ cánh cứng trong họ Cerambycidae.